# 上毛野大川
上毛野 大川（かみつけの の おおかわ）は、奈良時代の貴族。姓は公。官位は従五位下・主計頭。

## 経歴
宝亀8年（777年）遣唐録事として渡唐して長安に至り、翌宝亀9年（778年）日本に帰国する。宝亀10年（779年）遣唐使を務めた功労により外従五位下に昇叙された。
桓武朝に入ると、大外記・山背介を歴任し、延暦3年（784年）外従五位上、延暦5年（786年）には従五位下（内位）・主計頭に叙任される。
光仁天皇の詔を受けて、中納言・石川名足と共に称徳・光仁朝の事業を編集し20巻に纏めた。のちに桓武朝においてこれがさらに藤原継縄らによって整備され、『続日本紀』として成立した。

## 官歴
『六国史』による。
- 時期不詳：正六位上。遣唐録事
- 宝亀10年（779年）4月21日：外従五位下
- 時期不詳：大外記
- 天応元年（781年）5月25日：兼山背介。12月23日：御装束司（光仁上皇崩御）
- 延暦3年（784年）12月2日：外従五位上
- 延暦5年（786年）正月7日：従五位下。6月9日：主計頭

## 系譜
- 父：上毛野広瀬
- 母：不詳
- 生母不明の子女
  - 男子：上毛野穎人[2]（766-821）